# Pheosia tremula
Pheosia tremula (tên tiếng Anh: Swallow Prominent) là một loài bướm đêm thuộc họ Notodontidae. 
Con bướm có thể được tìm thấy ở châu Âu, đến vòng cực. It has a forward wing length of 22–28 mm. Con bướm qua đông dưới hình thức nhộng dưới mặt đất.
Imago thường dễ nhầm lẫn với Pheosia gnoma nhưng loài sau thì nhỏ hơn.
Cây chủ là cây dương, đặc biệt là aspen, cây liễu và cây bạch dương.